# شابكة (عنكبوت)
شابِكَة أو دِكْتِينَة (الاسم العلمي: )، جنس دويبات من العناكب وفصيلة الدكتينيات. وصفت أول مرة من قبل عالم الحيوان السويدي كارل جاكوب سونديفال في عام 1833.

## الأنواع
أبتداءًا من مايو 2019، شمل جنس دكتينة على 118 نوعًا:
- D. abundans Chamberlin & Ivie, 1941 – الولايات المتحدة
- D. agressa Ivie, 1947 – الولايات المتحدة
- D. alaskae Chamberlin & Ivie, 1947 – أمريكا الشمالية، أوروبا الشمالية، روسيا (أوروبا حتى الشرق الأقصى)
- D. albicoma أوجين سيمون (عالم), 1893 – فنزويلا
- D. albida O. Pickard-Cambridge, 1885 – الهند، باكستان، الصين (ياركند)
- D. albopilosa Franganillo, 1936 – كوبا
- D. albovittata Keyserling, 1881 – البيرو
- D. alyceae Chickering, 1950 – بنما
- D. andesiana Berland, 1913 – الإكوادور
- D. annexa Gertsch & Mulaik, 1936 – الولايات المتحدة، المكسيك
- D. apacheca Chamberlin & Ivie, 1935 – الولايات المتحدة
- D. armata Thorell, 1875 –أوكرانيا، جورجيا
- D. arundinacea (Linnaeus, 1758) (نوع نمطي) – أمريكا الشمالية، أوروبا، تركيا، القوقاز، روسيا (أوروبا إلى الشرق الأقصى)، إيران، آسيا الوسطى، الصين، كوريا، اليابان
- D. bellans Chamberlin, 1919 – الولايات المتحدة، المكسيك
  - Dictyna b. hatchi Jones, 1948 –الولايات المتحدة
- D. bispinosa Simon, 1906 – بورما
- D. bostoniensis Emerton, 1888 – الولايات المتحدة، كندا
- D. brevitarsa Emerton, 1915 – الولايات المتحدة، كندا
- D. cafayate Mello-Leitão, 1941 – الأرجنتين
- D. calcarata ناثان بانكس, 1904 – الولايات المتحدة الأمريكية، المكسيك. أُدخل إلى هاواي
- D. cambridgei Gertsch & Ivie, 1936 – المكسيك
- D. cavata Jones, 1947 – الولايات المتحدة، كوبا
- D. cebolla Ivie, 1947 –الولايات المتحدة
- D. chandrai Tikader, 1966 – الهند
- D. cholla Gertsch & Davis, 1942 –الولايات المتحدة، المكسيك
- D. colona Simon, 1906 – كاليدونيا الجديدة
- D. coloradensis Chamberlin, 1919 –الولايات المتحدة
- D. columbiana Becker, 1886 – فنزويلا
- D. cronebergi Simon, 1889 – تركمانستان
- D. crosbyi Gertsch & Mulaik, 1940 –الولايات المتحدة
- D. dahurica Danilov, 2000 – روسيا (جنوب سيبيريا)
- D. dauna Chamberlin & Gertsch, 1958 – الولايات المتحدة الأمريكية، جزر البهاما
- D. denisi (Lehtinen, 1967) – النيجر
- D. donaldi Chickering, 1950 – بنما
- D. dunini Danilov, 2000 –روسيا (الأورال حتى الشرق الأقصى)
- D. ectrapela (Keyserling, 1886) –البيرو
- D. felis Bösenberg & Strand, 1906 – روسيا (الشرق الأقصى)، كوريا، الصين اليابان
- D. fluminensis Mello-Leitão, 1924 – البرازيل
- D. foliacea (Hentz, 1850) – الولايات المتحدة، كندا
- D. foliicola Bösenberg & Strand, 1906 –روسيا (الشرق الأقصى، الصين، كوريا، اليابان
- D. formidolosa Gertsch & Ivie, 1936 – الولايات المتحدة، كندا
- D. fuerteventurensis غونتر شميت, 1976 – جزر الكناري.
- D. gloria Chamberlin & Ivie, 1944 – الولايات المتحدة
- D. guerrerensis Gertsch & Davis, 1937 – المكسيك
- D. guineensis Denis, 1955 – غينيا
- D. hamifera Thorell, 1872 – غرينلاند، فنلندا، روسيا (سيبيريا)
  - Dictyna h. simulans Kulczyński, 1916 – روسيا (غرب سيبيريا)
- D. idahoana Chamberlin & Ivie, 1933 – الولايات المتحدة
- D. ignobilis Kulczyński, 1895 – مولدوفا، أرمينيا
- D. incredula Gertsch & Davis, 1937 – المكسيك
- D. jacalana Gertsch & Davis, 1937 – المكسيك
- D. juno Ivie, 1947 – الولايات المتحدة
- D. kosiorowiczi Simon, 1873 – غرب البحر المتوسط
- D. laeviceps Simon, 1911 – الجزائر
- D. lecta Chickering, 1952 – بنما
- D. linzhiensis Hu, 2001 – الصين
- D. livida (Mello-Leitão, 1941) – الأرجنتين
- D. longispina Emerton, 1888 – الولايات المتحدة
- D. major Menge, 1869 – أمريكا الشمالية، أوروبا، روسيا (أوروبا حتى الشرق الأقصى)، طاجيكستان، الصين
- D. marilina Chamberlin, 1948 – الولايات المتحدة
- D. meditata Gertsch, 1936 – المكسيك، بنما، كوبا
- D. miniata Banks, 1898 – المكسيك
- D. minuta Emerton, 1888 –الولايات المتحدة، كندا
- D. moctezuma Gertsch & Davis, 1942 –المكسيك
- D. mora Chamberlin & Gertsch, 1958 – الولايات المتحدة
- D. namulinensis Hu, 2001 – الصين
- D. navajoa Gertsch & Davis, 1942 –المكسيك
- D. nebraska Gertsch, 1946 – الولايات المتحدة
- D. obydovi Marusik & Koponen, 1998 – روسيا(جنوب سيبيريا)
- D. ottoi Marusik & Koponen, 2017 – إيران، جورجيا، أذربيجان
- D. palmgreni Marusik & Fritzén, 2011 – فلندا، روسيا (أوروبا حتى شمال شرق سيبيريا)
- D. paramajor Danilov, 2000 –روسيا(جنوب سيبيريا)
- D. peon Chamberlin & Gertsch, 1958 –الولايات المتحدة، المكسيك
- D. personata Gertsch & Mulaik, 1936 – الولايات المتحدة، المكسيك
- D. pictella Chamberlin & Gertsch, 1958 –الولايات المتحدة
- D. procerula Bösenberg & Strand, 1906 – اليابان
- D. puebla Gertsch & Davis, 1937 –المكسيك
- D. pusilla Thorell, 1856 – أوروبا وتركيا والقوقاز وروسيا (أوروبا حتى الشرق الأقصى) وآسيا الوسطى
- D. quadrispinosa Emerton, 1919 –الولايات المتحدة
- D. ranchograndei Caporiacco, 1955 – فنزويلا
- D. saepei Chamberlin & Ivie, 1941 – الولايات المتحدة
- D. saltona Chamberlin & Gertsch, 1958 –الولايات المتحدة
- D. sancta Gertsch, 1946 – الولايات المتحدة، كندا
- D. schmidti Kulczyński, 1926 – روسيا(غرب سيبيريا حتى الشرق الأقصى)
- D. secuta Chamberlin, 1924 – الولايات المتحدة، المكسيك
- D. sierra Chamberlin, 1948 –الولايات المتحدة
- D. similis Keyserling, 1878 – أوروغواي
- D. simoni Petrunkevitch, 1911 – فنزويلا
- D. sinaloa Gertsch & Davis, 1942 – المكسيك
- D. siniloanensis Barrion & Litsinger, 1995 – الفلبين
- D. sinuata Esyunin & Sozontov, 2016 – أوكراينا، روسيا (أووروبا)
- D. sonora Gertsch & Davis, 1942 – المكسيك
- D. sotnik Danilov, 1994 – روسيا(جنوب سيبيريا)
- D. subpinicola Ivie, 1947 –الولايات المتحدة
- D. sylvania Chamberlin & Ivie, 1944 –الولايات المتحدة
- D. szaboi Chyzer, 1891 – النمسا، المجر، جمهورية التشيك، سلوفاكيا، روسيا (أوروبا)، كازاخستان
- D. tarda Schmidt, 1971 – الإكوادور
- D. terrestris Emerton, 1911 – الولايات المتحدة
- D. togata Simon, 1904 – تشيلي
- D. tridentata Bishop & Ruderman, 1946 –الولايات المتحدة
- D. tristis Spassky, 1952 – طاجكستان
- D. trivirgata Mello-Leitão, 1943 – تشيلي
- D. tucsona Chamberlin, 1948 – الولايات المتحدة، المكسيك
- D. tullgreni Caporiacco, 1949 – كينيا
- D. turbida Simon, 1905 – الهند، سريلانكا
- D. tyshchenkoi Marusik, 1988 – روسيا(الأورال حتى الشرق الأقصى)
  - Dictyna t. wrangeliana Marusik, 1988 –روسيا (جزيرة رانجل)
- D. ubsunurica Marusik & Koponen, 1998 – روسيا (جنوب سيبيريا)
- D. umai Tikader, 1966 – الهند
- D. uncinata Thorell, 1856 – أوروبا وتركيا والقوقاز وروسيا (أوروبا حتى الشرق الأقصى) وآسيا الوسطى والصين واليابان
- D. uvs Marusik & Koponen, 1998 – روسيا(جنوب سيبيريا)
- D. vittata Keyserling, 1883 – البيرو
- D. volucripes Keyserling, 1881 – أمريكا الشمالية
  - Dictyna v. volucripoides Ivie, 1947 – الولايات المتحدة
- D. vultuosa Keyserling, 1881 – البيرو
- D. xizangensis Hu & Li, 1987 – الصين
- D. yongshun Yin, Bao & Kim, 2001 – الصين
- D. zhangmuensis Hu, 2001 – الصين

## روابط خارجية
- Dictyna at بوغغيد